# Крашенинино
Крашенинино — село в Упоровском районе Тюменской области России. Административный центр Крашенининского сельского поселения.

## География
Село находится на юго-западе Тюменской области, в пределах юго-западной части Западно-Сибирской низменности, в лесостепной зоне. Абсолютная высота — 112 метров над уровнем моря.
Расположено на правом берегу реки  Емуртла. Расстояние до села Пятково 12 км, села Упорово 54 км, города Заводоуковска 99 км, (через Суклём - Горюново  - 42 км) города Тюмени 193 км (через Суклём - Горюново - 142 км). ).

### Климат
Климат континентальный с холодной продолжительной зимой и тёплым относительно коротким летом. Средняя температура воздуха самого холодного месяца (января) — −18,7 °C (абсолютный минимум — −47,3 °C); самого тёплого месяца (июля) — 18 °C (абсолютный максимум — 38,4 °С). Безморозный период длится в среднем 111 дней. Среднегодовое количество атмосферных осадков составляет 181—469 мм, из которых 70 % выпадает в тёплый период. Продолжительность залегания снежного покрова составляет в среднем 164 дня.

### Часовой пояс
Село Крашенинино, как и вся Тюменская область, находится в часовой зоне МСК+2. Смещение применяемого времени относительно UTC составляет +5:00.

## История
В переписи 1749 года Крашенинино нет. Впервые упоминается в ревизской сказке 1762 г.  Первыми поселились поселенцы из деревни Морева Емуртлинской слободы, Краснослободского, Суерского, Усть-Суерского, Ялуторовского острогов. Основали Крашенинино уроженцы из города Орёл Соликамского уезда Крашенинин Трифон Прокопьевич.  
С 1762 года относилось к слободе Кизакской, с 1795 входила в состав Пятковской волости Ялуторовского уезда, с 1812-Новозаимской волости, с 1834-Пятковской волости. 
- В 1912 году в Крашенининой были: хлебозапасной магазин, 2 торговых лавки, 2 водяных мельницы. [7]
- Деревня Крашенинина относилась к приходу Ильинской церкви села Большаковского. [4]
- Крашенининский сельский совет образован в конце 1919 года в Пятковской волости Ялуторовского уезда. [8] В начале 1924 года упразднен, вошел в Талицкий сельсовет Емуртлинского района. 15.09.1926 Талицкий сельсовет переименован в Пантелеевский сельсовет. 14 мая 1963 года переименован в Крашенининский сельсовет. В его состав входит три населенных пункта: Крашенинино, Пантелеевка, Суклём. [4]
- В настоящее время работает восьмилетняя школа, ФАП, Дом культуры, библиотека. [4]

## Население
| 1762 | 1782 | 1816 | 1834 | 1858 | 1897 | 1926 | 1989. | 2002 | 2010 | 2021 |
| 212  | 103  | 136  | 198  | 418  | 771  | 860  | 390   | 342  | 336  | 315  |

| 2010 |
| ---- |
| 336  |

### Половой состав
По данным Всероссийской переписи населения 2010 года в половой структуре населения мужчины составляли 47,3 %, женщины — соответственно 52,7 %.

### Национальный состав
Согласно результатам переписи 2002 года, в национальной структуре населения русские составляли 91 % из 342 чел.

## Галерея

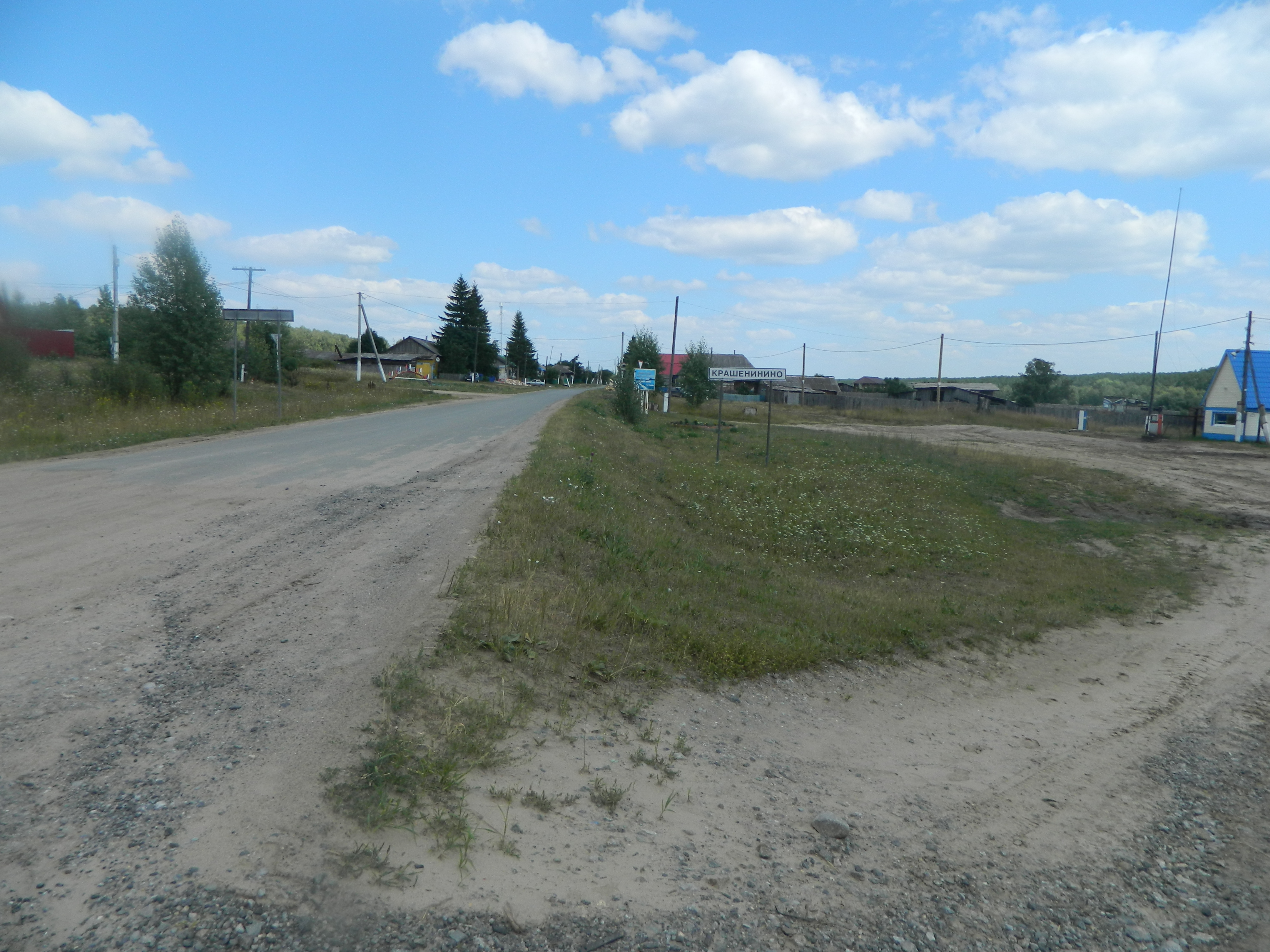
Въезд в с. Крашенинино
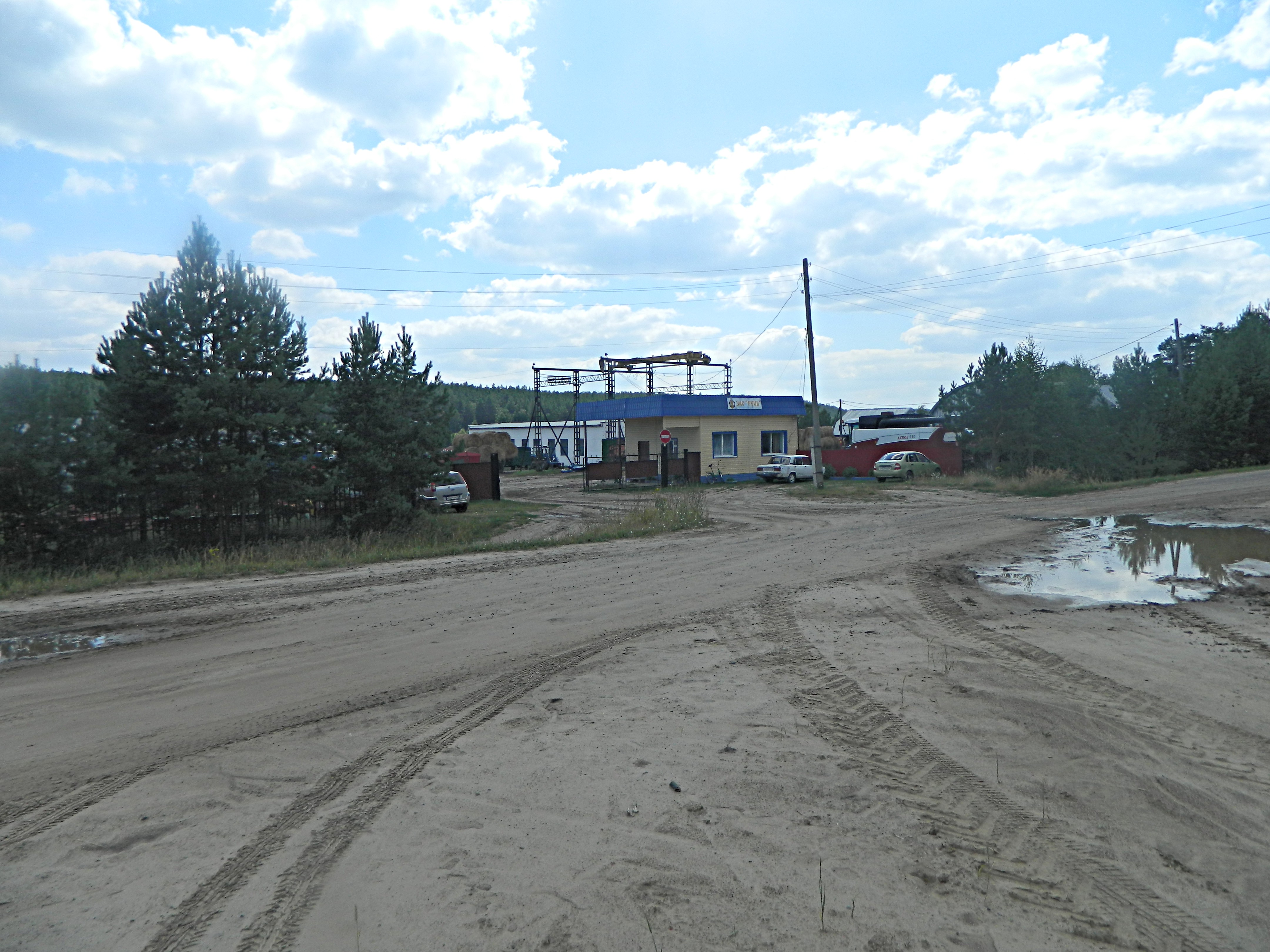
ЗАО Русь
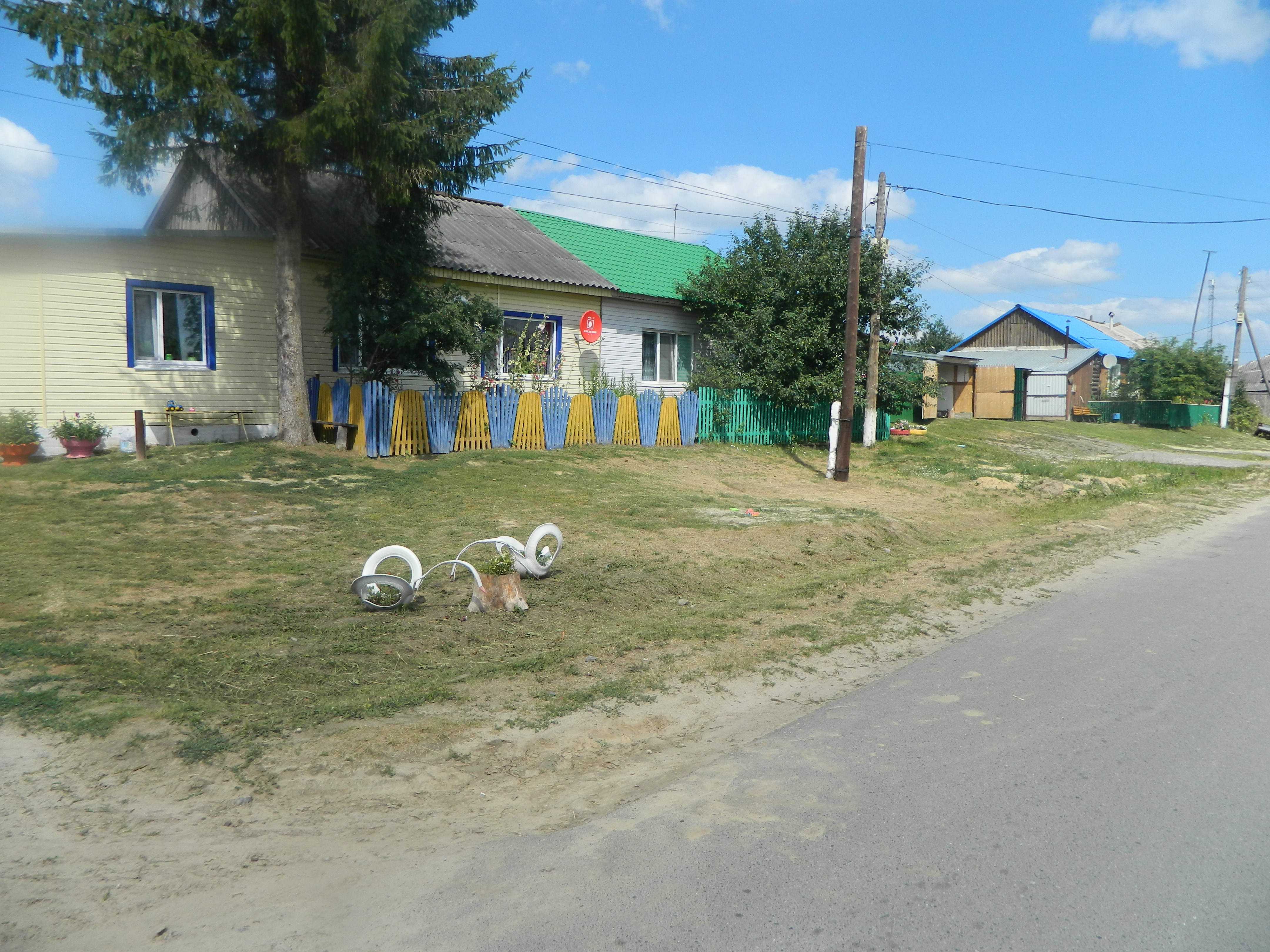
с. Крашенинино
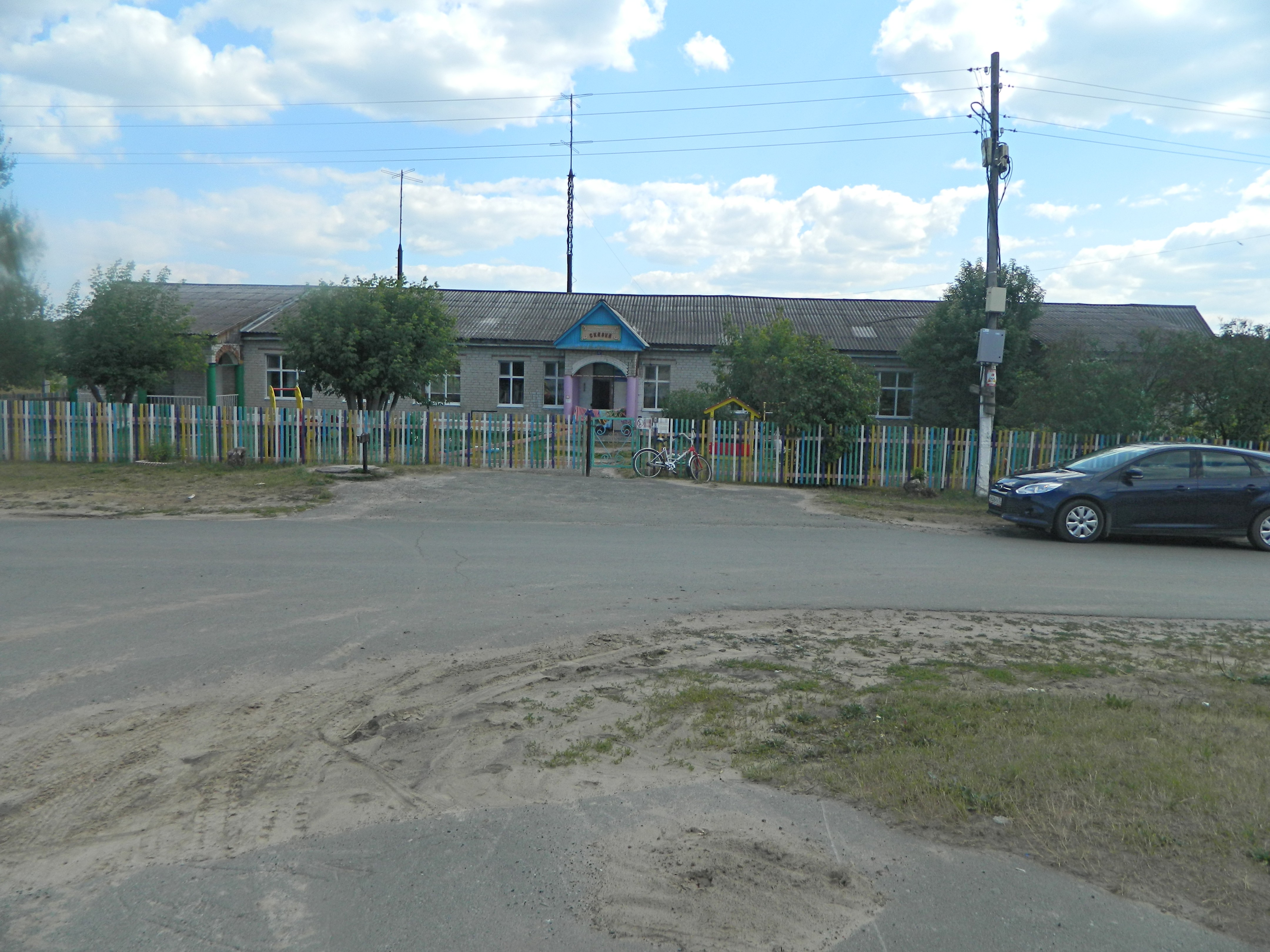
Детский садик
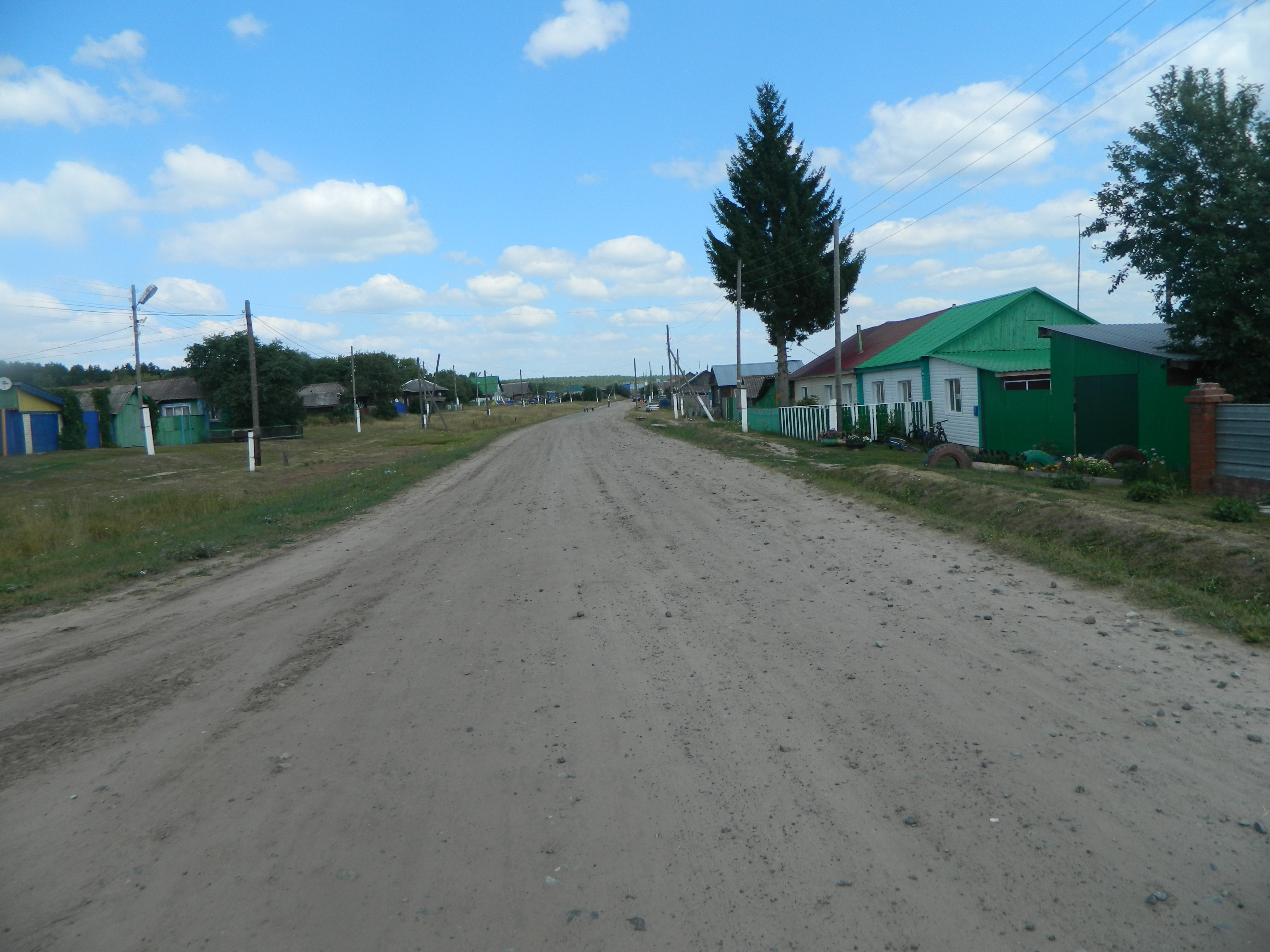
с.Крашенинино
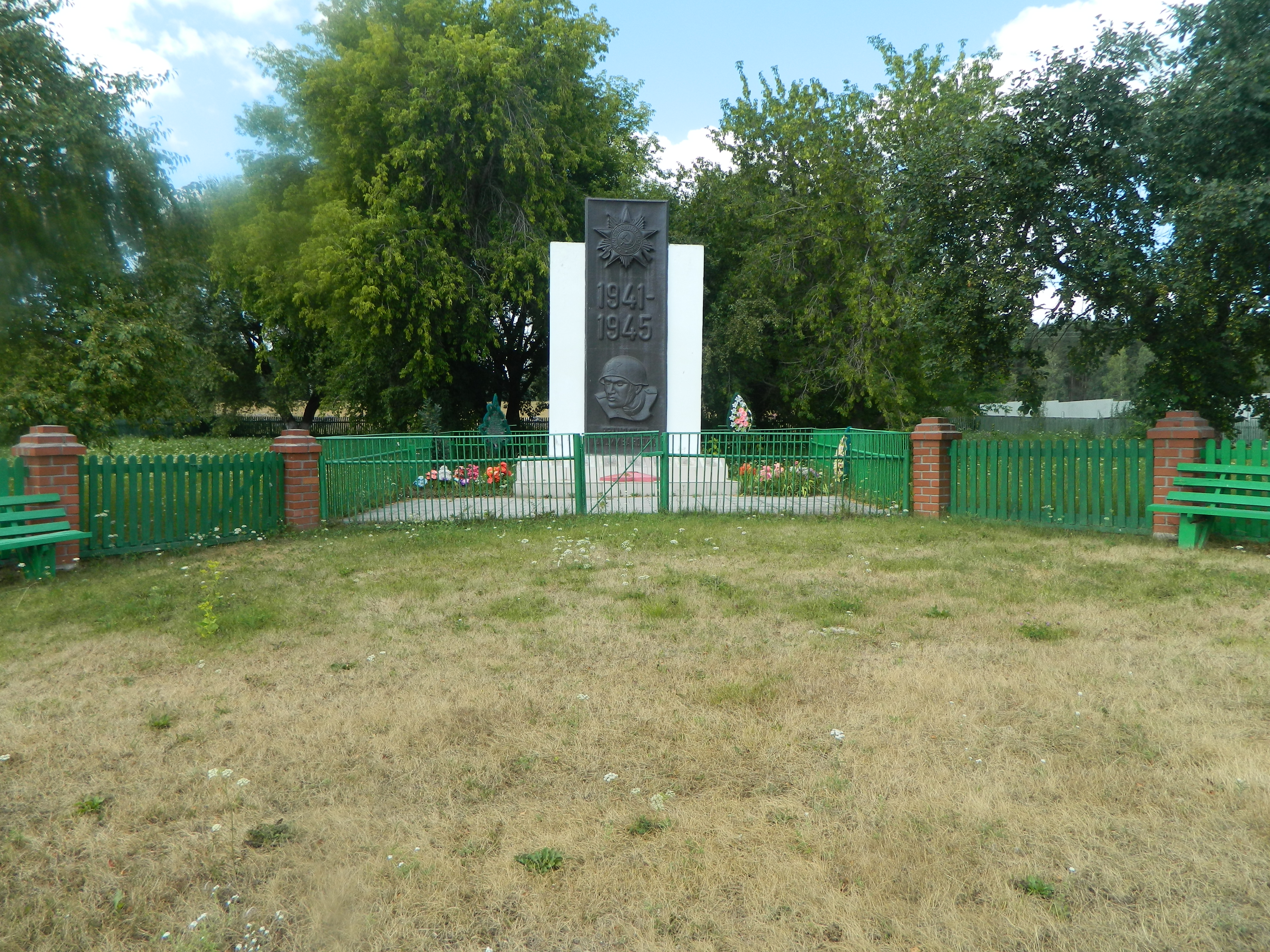
Памятник участникам Великой Отечественной войны
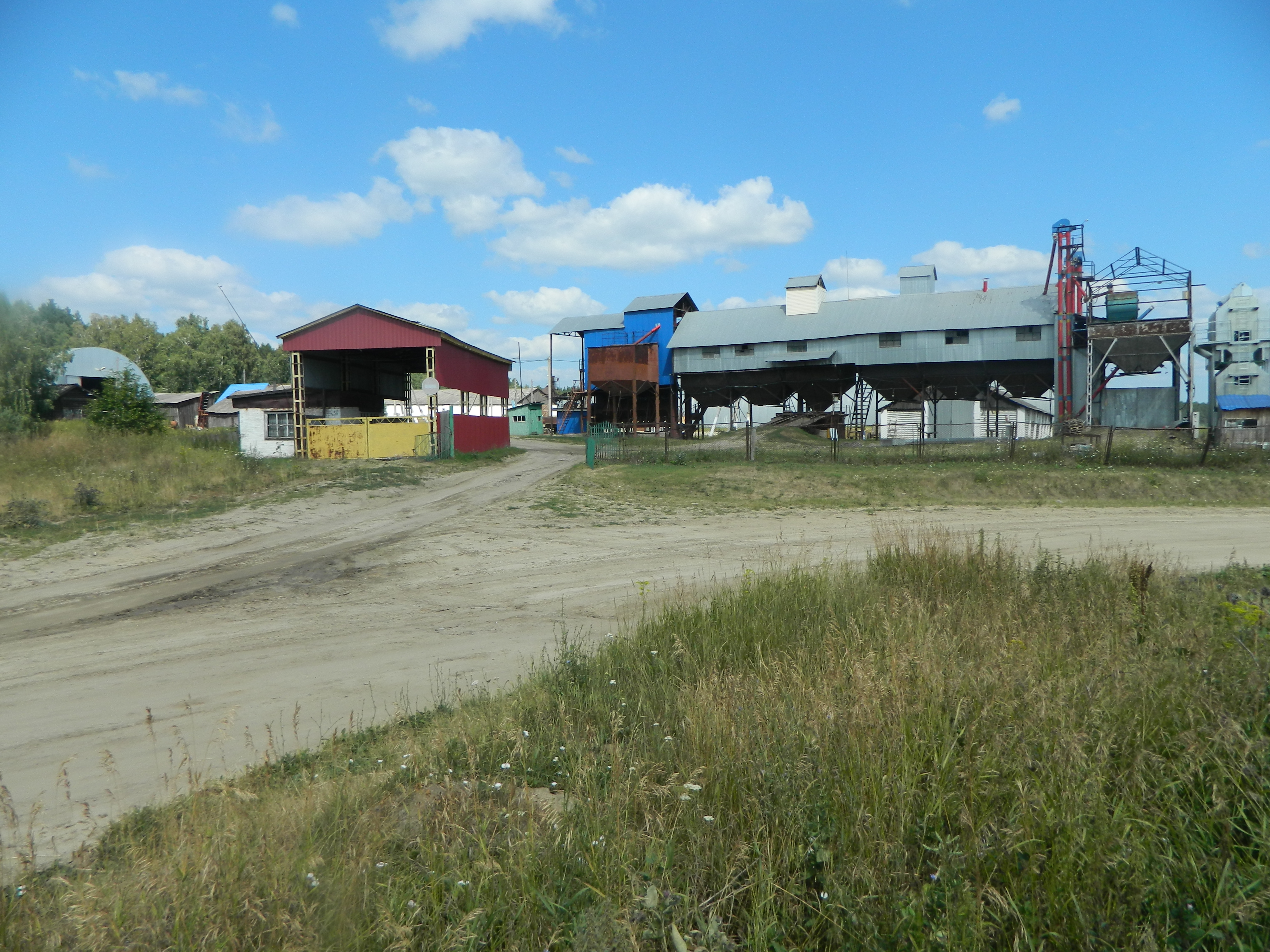
с. Крашенинино
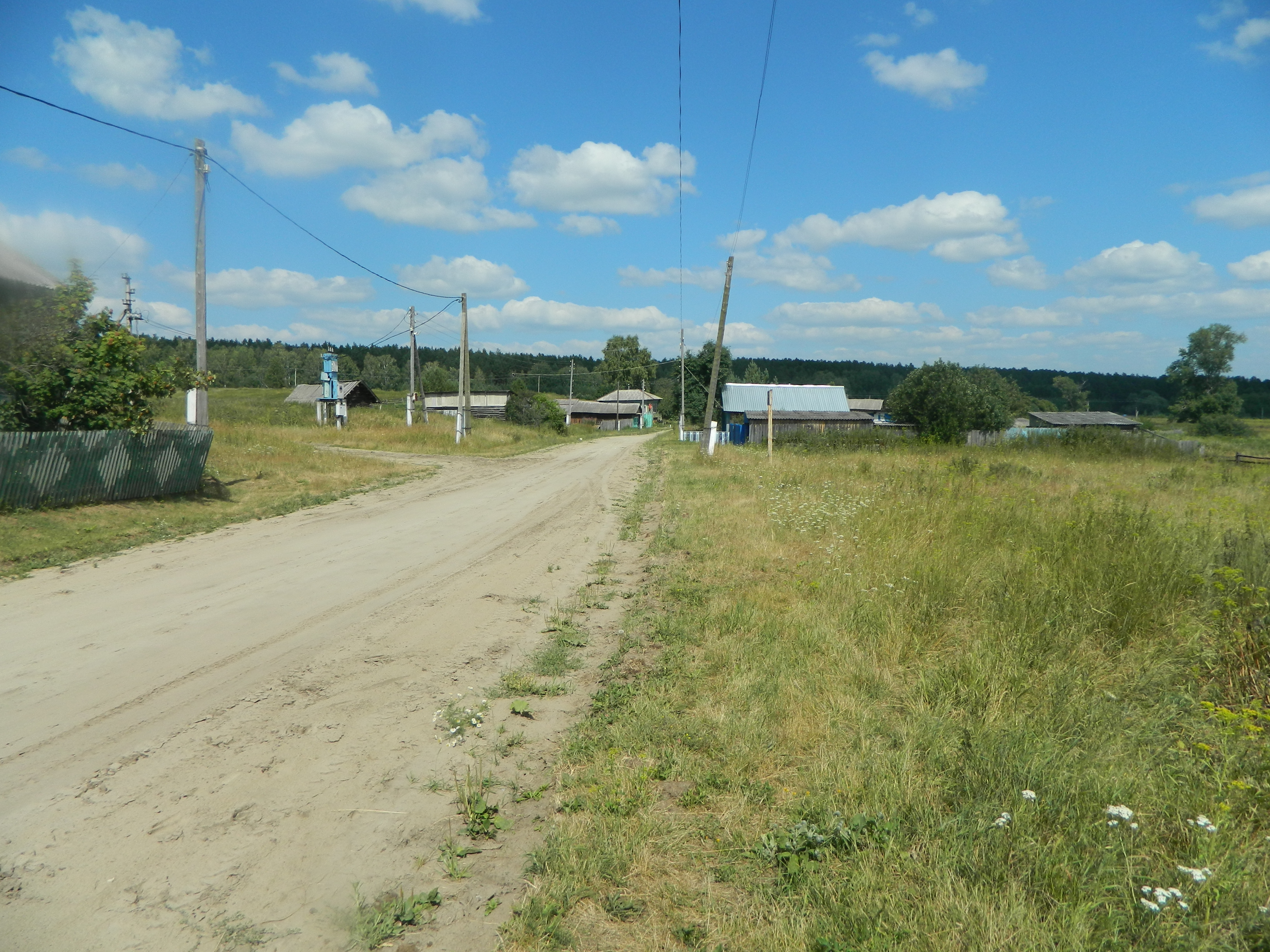
с. Крашенинино
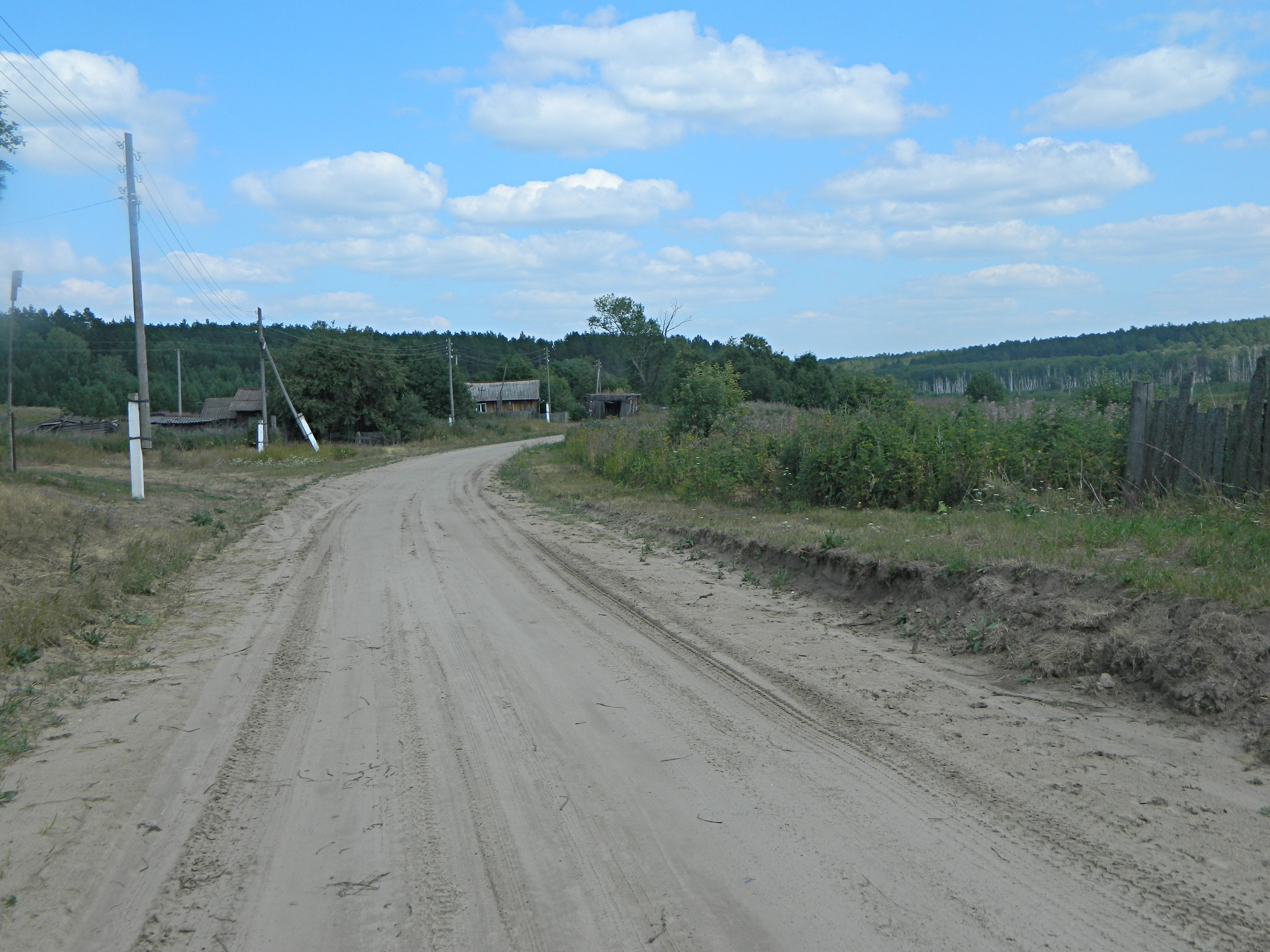
с. Крашенинино